# コスモライン (大阪府)
コスモライン(Cosmo Line)は、大阪港内の大阪南港とユニバーサル・スタジオ・ジャパンを結ぶ航路。大阪市港区に本社を置く港通船運輸（株）が運営していたが、現在は休航している。

## 概要
現在は定期便の運航を休止しており、船舶は貸切専用となっている。
名称の由来は、大阪南港地区の愛称「コスモスクエア」から。
鹿児島と種子島・屋久島を結ぶ航路を運営する会社も同名だが、こちらが後発である。

## 航路
- 南港コスモピア - ユニバーサル・シティ・ポート

## 乗船場

### 南港コスモピア
最寄り駅は、大阪市営地下鉄中央線・ニュートラムのコスモスクエア駅。
周辺
- 国際フェリーターミナル
- ハイアットリージェンシー大阪
- 大阪府咲洲庁舎（旧：大阪ワールドトレードセンタービルディング（WTCコスモタワー））
- Zepp OSAKA
- アジア太平洋トレードセンター(ATC)
- なにわの海の時空館
- 大阪フードアウトレット

### ユニバーサル・シティ・ポート
最寄り駅は、JR西日本のユニバーサルシティ駅。
周辺
- ユニバーサル・スタジオ・ジャパン
- ユニバーサル・シティウォーク大阪

## 歴史
- 2001年3月31日 - ユニバーサル・スタジオ・ジャパン開業に伴い、航路開設。
- 2006年12月18日 - この日をもって運航休止。